# Philenora
Philenora is een geslacht van vlinders van de familie spinneruilen (Erebidae), uit de onderfamilie Arctiinae.

## Soorten
- P. aroa Bethune-Baker, 1904
- P. aspectalella Walker, 1864
- P. brunneata Daniel, 1965
- P. cataplex Turner, 1940
- P. chionastis Meyrick, 1886
- P. disticha Hampson, 1914
- P. elegans Butler, 1877
- P. hypopolius Rothschild, 1916
- P. latifasciata Inoue & Kobayashi, 1963
- P. lauta Swinhoe, 1903
- P. malthaca Turner, 1944
- P. mediopuncta Rothschild, 1913
- P. modica Lucas, 1894
- P. murina Rothschild, 1916
- P. nudaridia Hampson, 1900
- P. omophanes Meyrick, 1886
- P. parva Hampson, 1891

- P. placochrysa Turner, 1899
- P. pteridopola Turner, 1922
- P. semiochrea Butler, 1886
- P. sordidior Rothschild, 1913
- P. tenuilinea Hampson, 1914
- P. thelxinoa Turner, 1940
- P. tripuncta Kiriakoff, 1958
- P. undulosa Walker, 1857
- P. ypsilon Rothschild, 1916